# 在ジブチ日本国大使館
在ジブチ日本国大使館（アラビア語: سفارة اليابان في جيبوتي、フランス語: Ambassade du Japon à Djibouti、英語: Embassy of Japan in Djibouti）は、ジブチ共和国の首都ジブチ市にある日本の大使館。
日本は、1977年にジブチを国家承認したにもかかわらず長らく同国に常駐の大使館を設置していなかった。しかし2009年、日本がソマリア沖の海賊対策の拠点としてジブチを選定して、これが契機となり日本から見たジブチの重要性が急激に増した。その後、海賊対策の拠点となる基地の建設や法制定と連動しながら、2012年、在ジブチ日本国大使館が開設された。

## 沿革
- 1977年6月27日、日本がジブチを主権国家として承認する[1]
- 1978年、日本とジブチの外交関係が樹立される[3]
- 2009年3月、日本がソマリア沖アデン湾に海賊対策として護衛艦の派遣を開始、爾後、海上自衛隊が恒常的に同海域を航行する船舶の護衛に従事するようになる[2]
- 2009年3月、日本国外務省の常駐事務所として在ジブチ連絡事務所が設置される[2]
- 2009年6月19日、海賊行為の処罰及び海賊行為への対処に関する法律（海賊対処法）が成立する[2]
- 2011年7月7日、ジブチ共和国における自衛隊拠点の開所式典が行われる（拠点の完成と運用開始は前月の6月）[2]
- 2012年1月1日、連絡事務所が昇格する形で在ジブチ日本国大使館が開設される[2][4]
- 2020年9月11日、自衛官出身者としては初となる日本の特命全権大使として、元海上自衛官で前防衛省情報本部長の大塚海夫海将が来たる16日付でジブチ駐箚大使に任命されることが閣議決定された[5]

## 住所
| 所在地 | Rue de l'Imam Hassan Abdallah Mohamed, Héron, Djibouti |
| 私書箱 | Djibouti, République de Djibouti B.P. 2051             |